# DEAL

Función de ronda en DEAL.

DEAL (Data Encryption Algorithm with Larger blocks) es un algoritmo de cifrado por bloques derivado de Data Encryption Standard (DES). El diseño fue propuesto en un informe por Lars Knudsen en 1998, y participó en el concurso del NIST para elegir el AES remitido por Richard Outerbridge (quien informó que Knudsen presentó el diseño en la conferencia del SAC en 1997).
DEAL es una red de Feistel que usa DES como función en cada ronda. Tiene un tamaño de bloques de 128 bits y un tamaño de clave variable entre 128, 192 y 256 bits. Para longitudes de claves de 128 y 196 bits, el cifrador usa 6 rondas, incrementándose a 8 cuando la clave tiene una longitud de 256 bits. El esquema tiene un rendimiento comparable con Triple DES y es relativamente lento en comparación con otros candidatos a AES.